# Distretto di San Pedro de Pilas
Il distretto di San Pedro de Pilas è uno dei trentatré distretti della provincia di Yauyos, in Perù. Si trova nella regione di Lima e si estende su una superficie di 97,39 chilometri quadrati.
Istituito il 11 ottobre 1957, ha per capitale la città di San Pedro de Pilas.